# Tillaea verticillaris
Tillaea verticillaris és una espècie de planta suculenta del gènere Tillaea de la família de les Crassulaceae.

## Descripció
És una petita panta perennes (rarament anual).
Les branques són decumbents, de 20 cm, arrelant als nusos, més o menys carnoses i amb nodes inflats, entrenusos entre 3 i 5 mm.
Les fulles són lineals-lanceolades, de 4 a 8 mm de llarg i d'1 a 3 mm d'ample, agudes a obtuses, de color verd a marró grisenc, generalment aplanades, anvers pla, revers convex, funda de 0,2 a 0,3 mm.
La inflorescència d'1 a diversos tirsos (poques vegades panícules) generalment amb molts parells de dicasis sèssils a les axil·les de bràctees semblants a les fulles, pedicels d'1 a 10 mm quan fructifica.
Les flors són de 4 parts (5 parts a Queensland); sèpals (lineals) lanceolats, d'1,5 a 3 mm, punta incolora; corol·les en forma de copa, de color groc pàl·lid a vermell; pètals lanceolats, d'1 a 2 mm, aguts, sovint plegats longitudinalment, 2/3 de la llargada dels sèpals.

## Distribució
Planta endèmica del sud-est d'Austràlia inclosa Tasmania i l'illa de Lord Howe, Nova Zelanda. Creix en escletxes de roques humides a les muntanyes.

## Taxonomia
Tillaea verticillaris DC. va ser descrita per Augustin Pyramus de Candolle i publicada a Prodromus Systematis Naturalis Regni Vegetabilis 3: 382. 1828.

### Etimologia
Tillaea: nom genèric atorgat en honor del botànic italià M. Tilli.
verticillaris: epítet llatí que significa 'verticil'.

### Sinonímia
- Tillaea muscosa   Forster f. (1786)
- Crassula connata var. muscoides M. Bywater & Wickens